# Aglaeactis pamela
Az Aglaeactis pamela  a madarak osztályának sarlósfecske-alakúak (Apodiformes)  rendjébe és a kolibrifélék (Trochilidae) családjába tartozó faj.

## Rendszerezése
A fajt Alcide d’Orbigny francia természettudós írta le 1838-ban, az Ornismya nembe Ornismya Pamela néven.

## Előfordulása
Dél-Amerika északnyugati részén, az Andok hegységben, Bolívia területén honos. Természetes élőhelyei a szubtrópusi és trópusi hegyi esőerdők és magaslati cserjések. Magassági vonuló.

## Megjelenése
Testhossza 14 centiméter, testtömege 7-8 gramm.

## Életmódja
Nektárral táplálkozik.

## Természetvédelmi helyzete
Az elterjedési területe nem igazán nagy, egyedszáma viszont stabil. A Természetvédelmi Világszövetség Vörös listáján nem fenyegetett fajként szerepel.